# Paralelo 60 N
O Paralelo 60 N é um paralelo no 60° grau a norte do plano equatorial terrestre.
A esta latitude o Sol é visível durante 18 horas e 52 minutos durante o solstício de verão e durante 5 horas e 52 minutos durante o solstício de inverno.
Define a fronteira entre várias províncias e territórios do Canadá: Territórios do Noroeste, Yukon e Nunavut a norte, e Colúmbia Britânica, Alberta, Saskatchewan e Manitoba a sul.
Esse paralelo atravessa a Europa, a Ásia, o Oceano Pacífico, a América do Norte e o Oceano Atlântico.

## Dimensões
Conforme o sistema geodésico WGS 84, no nível de latitude 60° N, um grau de longitude equivale a 55,8 km; a extensão total do paralelo é portanto 20.088 km, cerca de 50% da extensão da linha do Equador, da qual esse paralelo dista 6.654 km, distando 3.348 km do Polo Norte.

## Cruzamentos
Começando pelo Meridiano de Greenwich e tomando a direção leste, o paralelo 60° Norte passa sucessivamente por:
| País, território ou mar | Notas |
| ----------------------- | --- |
| Mar do Norte            | |
| Noruega                 | passa pouco ao sul de Bergen e bem próximo a Oslo |
| Suécia                  | pouco ao sul de Estocolmo |
| Mar Báltico             | Golfo de Bótnia |
| Ilhas Åland             | |
| Mar Báltico             | |
| Finlândia               | extremo sul do país |
| Mar Báltico             | Golfo da Finlândia, passando pelas ilhas de Moshchnyy e Kotlin, da Rússia |
| Rússia                  | pouco ao norte de São Petersburgo |
| Mar de Okhotsk          | |
| Rússia                  | Península de Kamchatka |
| Oceano Pacífico         | Mar de Bering |
| Estados Unidos          | Alasca - Ilha Nunivak e continente (em Kipnuk) |
| Oceano Pacífico         | Enseada de Cook, Golfo do Alasca |
| Estados Unidos          | Alasca - Península Kenai e Ilha Montague |
| Oceano Pacífico         | Golfo do Alasca |
| Estados Unidos          | Alasca - Ilha Kayak e uma pequena parte no continente |
| Oceano Pacífico         | Golfo do Alasca |
| Estados Unidos          | Alasca |
| Canadá                  | fronteira Yukon / Colúmbia Britânica fronteira Territórios do Noroeste / Colúmbia Britânica fronteira Territórios do Noroeste / Alberta fronteira Territórios do Noroeste / Saskatchewan fronteira Territórios do Noroeste / Manitoba (cerca de 400 m) fronteira Nunavut / Manitoba |
| Baía de Hudson          | Passa a norte das ilhas Ottawa, Nunavut, Canadá |
| Canadá                  | Quebec |
| Baía de Ungava          | |
| Canadá                  | Quebec Terra Nova e Labrador |
| Oceano Atlântico        | Divisão entre o estreito de Davis (a norte) e o mar do Labrador (a sul)[5] |
| Gronelândia             | Extremo sul |
| Oceano Atlântico        | |
| Reino Unido             | Ilhas Shetland, Escócia |
| Mar do Norte            | |

## Ver também

O paralelo 60 N no Canadá, onde delimita as fronteiras sul de Yukon, Territórios do Noroeste, e parte continental de Nunavut.